# 스마일 프리큐어!
스마일 프리큐어!(일본어: スマイルプリキュア! 스마이루 푸리큐아[*] 영어: SMILE PRECURE!)는 토에이 애니메이션 제작의 애니메이션이다.

## 개요
- 아사히 방송 및 TV 아사히 계열국을 통해 2012년 2월 5일부터 2013년 1월 27일까지 방영되었다.
- 프리큐어 시리즈 통상 9번째 작품이자 7대 프리큐어에 해당되는 작품. 5년 만에〈Yes! 프리큐어5〉처럼 초기 멤버가 5명 구성으로 시작하지만, 프리큐어5 때와는 달리 5명모두 동급생이라는 설정이다.
- 각 프로듀서들은 본 작품의 테마를 '언제나 웃는 얼굴을 하고 있다면 행복한 미래가 기다린다!'와 '미소'로 발표하였다.
- 전작인 두 사람은 프리큐어 Splash Star에 이어서 중간에 등장하는 신전사가 없는 프리큐어 작품이자 5명 구성 기준으로는 처음으로 초기 멤버 위주로 나갔다.
- 프리큐어5 이후 오랜만에 푸른색 계열의 2번째 프리큐어가 탄생한다.
- 프리큐어 크로스 오버(올스타즈, 스타즈)가 시작된 이래 최초로 모든 멤버들이 올스타즈에 등장하게 되었다.
- 대한민국에서는 2014년 7월 21일부터 11월 4일까지 애니박스 및 대원방송 계열국을 통해 방영되었다.

## 방송 일시
| 방송 채널                  | 방송일                           | 방송 시간 |
| -------------------------- | -------------------------------- | --------- |
| TV 아사히 계열 아사히 방송 | 2012년 2월 5일 ~ 2013년 1월 27일 | 종료      |

## 등장인물

### 스마일 프리큐어
호시조라 미유키(김다솜) / 큐어 해피(일본어: 星空 みゆき / キュアハッピー)
성우 - 후쿠엔 미사토/양정화
색깔 -      분홍색
주인공. 중학교 2학년. 동화책을 좋아하는 해맑고 긍정적인 소녀. 덜렁이지만 좌절하지 않고 앞으로 나아가는 씩씩한 성격. 성스러운 빛의 프리큐어 큐어 해피로 변신한다. 상징색은 분홍색.
히노 아카네(홍주화) / 큐어 써니(일본어: 日野 あかね / キュアサニー)
성우 - 타노 아사미/윤아영
색깔 -      주황색
오사카 출신. 집은 오코노미야키(빈대떡) 가게로 자주 일손을 거들고 있다. 열정적이고 쾌활한 성격의 분위기 메이커. 의협심이 강한 면도 갖고 있다. 학교에서 배구 동아리에 소속되어 있다. 불의 프리큐어 큐어 써니로 변신한다. 상징색은 주황색 또는 빨간색.
키세 야요이(황보미) / 큐어 피스(일본어: 黄瀬 やよい / キュアピース)
성우 - 카네모토 히사코/김연우
색깔 -      노란색
왜소한 체구의 소녀. 수줍음이 많고 조금 울보이지만 굳센 마음을 가진 노력파이다. 평소엔 소심하지만 좋아하는 얘기가 나오면 신나하는 면도 보이는 천진하고 아이같은 성격. 그림 그리기를 좋아하며 만화가를 지망하고 있다. 번개의 프리큐어 큐어 피스로 변신한다. 상징색은 노란색.
미도리카와 나오(채희란) / 큐어 마치 (일본어: 緑川 なお / キュアマーチ)
성우 - 이노우에 마리나/한수림
색깔 -      녹색
장신의 용감하고 똑부러진 소녀. 시원시원한 성격으로 같은 여자애들에게 인기가 높으며 운동신경도 좋아 여자 축구 동아리에 소속되어 있다. 7남매의 장녀로 가정적인 면도 갖고있다. 바람의 프리큐어 큐어 마치로 변신한다. 상징색은 녹색.
아오키 레이카(한설희) / 큐어 뷰티 (일본어: 青木 れいか / キュアビューティ)
성우 - 니시무라 치나미/이지현
색깔 -      파란색
이지적이고 우아한 우등생. 학급 반장과 학생회 부회장을 맡고 있으며 믿음이 간다. 씩씩하고 상냥한 성격으로 어떤 상황에도 동요하지 않지만 실은 화나게 하면 무서운 면을 보이는 등 열정적인 면도 갖고 있다. 궁도 동아리에 소속되어 있다. 얼음의 프리큐어 큐어 뷰티로 변신한다. 상징색은 파란색.

### 메르헨 랜드
캔디/큐어 캔디/로열 캔디 (キャンディ / キュアキャンディ / ロイヤルキャンディ)
성우 - 오오타니 이쿠에 / 문유정
색깔 -      분홍색,      하얀색
메르헨 랜드에서 온 요정. 큐어 데콜을 모아 메르헨 랜드의 평화를 되찾기 위해, 지구로 프리큐어를 찾기 위해 왔다. 꾸미는 것을 좋아하며, 말끝에 항상 "~쿠루"를 붙여 말한다.
팝 (ポップ)
성우 - 사카구치 다이스케 / 김혜성
색깔 -      주황색
캔디의 오빠로 사자의 모습을 하고 있다. 여동생을 지극히 아낀다. 귀엽다라는 말을 싫어하며, 멋있다라는 말을 들으면 쑥스러워 한다. 말버릇은 "~이오". 캔디에 비해 많은 지식을 보유하고 있으며, 전투시에도 변신술을 사용해 많은 도움을 준다.
로열 퀸 (ロイヤルクイーン)
성우 - 시마모토 스미 / 김나율
메르헨 랜드의 여왕. '배드엔드 왕국'의 침입을 받은 상황에서 마지막 힘을 사용해 피에로와 마찬가지로 봉인되어있다.

### 배드엔드 왕국
피에로 (ピエーロ)
성우 - 겐다 텟쇼 / 최낙윤
모든 것을 불행하게 만드는 배드엔드 왕국의 왕이다.
울프룬 (ウルフルン)
성우 - 시무라 토모유키 / 양석정
배드엔드 왕국의 간부이자 피에로의 부하. 늑대의 모습을 하고 있으며 특이하게도 웃을 때 자신의 이름처럼 "우룻훗훗후~"이라는 소리를 낸다.
아카오니 (赤鬼)/붉은 도깨비
성우 - 이와사키 히로시 / 안효민
3화부터 등장한 배드엔드 왕국의 간부이자 피에로의 부하. 이름 그대로 빨간 도깨비의 모습을 하고 있고, 콧구멍으로 우정의 냄새를 맡을 수 있는 능력이 있다. 자신이 만든 철제 방망이를 가지고 다닌다.
마죠리나 (マジョリーナ)
성우 - 토미나가 미이나 / 김옥경
5화부터 등장한 베드엔드 왕국의 간부이자 피에로의 부하. 마귀할멈의 모습을 하고 있고, 독사과를 가지고 다닌다."마죠리나 타임"이라는 주문으로 젊었을때의 모습으로 돌아갈수 있다.
조커 (ジョーカー)
성우 - 미츠야 유지 / 이철용
베드엔드 왕국의 중간 보스라 할 수 있는 2인자로 6화부터 등장. 이름 그대로 조커의 모습을 하고 있으며, 울프룬, 아카오니, 마죠리나와는 분위기가 전혀 다르다. 피에로의 최측근이자 부사령관.
아칸베/매로로 (アカンベェ)
성우 - 사사키 히로오
피에로가 만드는 몬스터.
피에로 부하들이 공처럼 생긴걸 들고 나와라 메로로 ! 하면 몬스터가 소환됨 소환된 몬스터는 주변에 있는 물건에 영혼이 생겨 그 물건의 힘을 쓸수 있음 코색깔로 메로로를 구분하는데 빨간색은 일반 메로로 (프리큐어의 일반힘이 통함) 파란색코 메로로 (프리큐어의 힘이 통하지 않지만 힘이 좀 약함) 빨간코 두개를 합친 슈퍼 메로로 (힘은 강함 레인보우 버스트로 없앨수 있음 하지만 가끔 메로로 부하들한테 피해가감) 검은색코인 하이퍼 메로로 (피에로 부하들이 직접 메로로가 되어서 메로로를 자유자제로 조종가능,레인보우 버스트 안통함,하지만 조종하고 나면 힘이 빠짐
((노란코 메로로 딱 한번 나옴)23화때 한번 나옴)

### 프리큐어의 주변인물

#### 호시조라 일가
호시조라 히로시 (星空 博司)
성우 - 세키 토시히코 / 신경선
미유키의 아빠.
호시조라 이쿠요 (星空 育代)
성우 - 코우다 마리코 / 박고운
미유키의 엄마. 딸의 실수에도 너그럽게 넘어가는 온화한 성격.
호시조라 타에 (星空 タエ)
성우 - 마츠오 요시코 / 임은정
미유키의 친할머니. 시골에서 혼자 밭을 일구며 살고 계신다. 미유키가 동화를 좋아하는 것은 어렸을 때 할머니에게 텐구나 캇파 등, 옛날 이야기를 자주 손녀에게 들려준 영향이다. 어떤 일이 있어도 절망하는 법이 없는 강한 정신력의 소유자.

#### 히노 일가
히노 다이고 (日野 大悟)
성우 - 테라소마 마사키 / 안효민
아카네의 아빠. 오코노미야키 가게를 운영한다. 가게의 이름을 딸의 이름으로 지었다.
히노 세이코 (日野 正子)
성우 - 유키노 사츠키 / 김도영
아카네의 엄마.
히노 겐키(日野 げんき) / 홍힘찬
성우 - 시라이시 료코 / 박고운
아카네의 남동생. 장난꾸러기 같은 성격.

#### 키세 일가
키세 유이치 (黄瀬 勇一)
성우 - 사카구치 슈헤이 / 이현
야요이의 아빠. 야요이가 5세였을 당시에 돌아가셨으며, 봄의 이름을 가진 엄마처럼 다정한 성격으로 자라라는 의미로 '야요이'란 이름으로 지어주었다.
키세 치하루 (黄瀬 ちはる) / 유청명
성우 - 히카미 쿄코 / 이유리
야요이의 엄마. 아동 패션 관련 회사에서 일한다.

#### 미도리카와 일가
미도리카와 겐지 (綠川源次)
성우 - 칸나 노부토시 / 이인석
나오의 아빠. 직업은 목수. 올바르고 곧게 자라라는 의미로 '나오(直)'란 이름으로 지어 주었다.
미도리카와 토모코
성우 - 타카하시 리에 / 강시현
나오의 엄마. 나오를 포함한 6남매를 출산한 다둥이 엄마로 일곱째까지 출산하게 된다.
미도리카와 케이타 / 채하준
성우 - 테라사키 유카 / 김도영
7남매 중에 장남, 나오의 남동생이다.
미도리카와 하루 / 채희아
성우 - 아카사키 치나츠 / 채민지
7남매 중에 차녀, 나오의 여동생이다.
미도리카와 히나 / 채희나
성우 - 후지이 유키요 / 박고운
7남매 중에 삼녀, 나오의 여동생이다. 남동생인 유우타와 함께 큐어 마치를 유인하려는 마죠리나에게 속아서 붙잡힌다.
미도리카와 유우타 / 채두준
성우 - 나카가미 이쿠미 / 이유리
7남매 중에 차남, 나오의 남동생이다. 히나와 함께 큐어 마치를 유인하려는 마죠리나에게 속아서 붙잡히게 된다.
미도리카와 코우타 / 채세준
성우 - 히카다 료코 / 강시현
7남매 중에 삼남, 나오의 남동생이다.
미도리카와 유이 / 채희연
42화에서 태어난 7남매 중에 막내, 나오의 막내 여동생이다.

#### 아오키 일가
아오키 소타로 (青木 曾太郎)
성우 - 니시무라 토모미치 / 이현
레이카의 할아버지. 직업은 서예가. 레이카의 고민 상담을 듣고 조언해준다. 아름다운 꽃처럼 자라라는 의미로 레이카(麗華)라는 이름을 지어주었다.
아오키 시즈코 (青木 静子)
성우 - 시노하라 에미 / 강시현
레이카의 엄마.
아오키 쥰노스케 (青木 淳之介)
성우 - 요시카이 키요히토 / 이인석
레이카의 오빠. 매일 아침마다 레이카와 조깅을 한다.
레이카의 아빠
직업은 일본화가.

#### 나나이로가오카 중학교
사사키 나미에 (佐々木なみえ)
성우 - 오노 료코 / 강시현
미유키 네 반의 담임 선생님.

## 제작진
- 기획 : 니시데 마사유키(ABC), 미타케 마사노리(ADK), 시미즈 신지(토에이 애니메이션)
- 원작 : 도도 이즈미
- 연재 : 나카요시(고단샤)
- 시리즈 구성 : 요네무라 쇼지
- 캐릭터 디자인·총 작화감독 : 가와무라 도시에
- 키 애니메이터 : 야마오카 나오코
- 미술 감독 : 사토 지에
- 미술 설정 : 마스다시 류타로
- 컬러 코디네이트 : 사쿠마 요시코
- 촬영 감독 : 다카하시 겐지
- 편집 : 아소 요시히로
- 음향 감독 : 가와사키 기미타카
- 음악 : 다카나시 야스하루(Team-MAX)
- 음악 프로듀서 : 구리야마 다이스케
- 음악 제작 : 주식회사 마블러스AQL
- 프로듀서 : 마쓰시타 노우에(ABC), 사사키 레이코(ADK), 우메자와 아츠토시(토에이 애니메이션), 하세가와 마사야(토에이 애니메이션)
- 준 프로듀서 : 기타무라 고지마(17화 ~ 38화)
- 보조 프로듀서 : 가미키 유(1화 ~ 9화)
- 제작 담당 : 누카가 야스히코
- 시리즈 감독 : 오오즈카 다카시
- 애니메이션 제작 : 도에이 애니메이션
- 제작 협력 : 도에이
- 제작 : ABC·ADK·도에이 애니메이션

## 주제가
오프닝 테마《Let's go! 스마일 프리큐어 (Let's go! スマイルプリキュア！)》
작사 - 무츠미 스미요 / 작곡 - 다카토리 히데아키 / 편곡 - 가고시마 히로아키 / 노래 : 이케다 아야
첫번째 엔딩 테마《Yeah! Yeah! Yeah! (イェイ! イェイ! イェイ!)》(1화 ~ 24화)
작사 - 미노리 / 작곡 - 다카토리 히데아키 / 편곡 - 사이토 유야 / 노래 : 요시다 히토미
두번째 엔딩 테마 《활짝＊스마일 (満開＊スマイル！)》(25화 ~ 48화)
작사 - 무츠미 스미요 / 작곡 - 다카토리 히데아키 / 편곡 - 가고시마 히로아키 / 노래 : 요시다 히토미

## 방영 목록
※방송일은 아사히 방송 기준.
| 화수 | 방송일         | 제목(원제)                                                                                         | 각본          | 그림콘티·연출                                 | 작화감독                                 | 미술                        | 수록DVD |
| ---- | -------------- | -------------------------------------------------------------------------------------------------- | ------------- | --------------------------------------------- | ---------------------------------------- | --------------------------- | ------- |
| 1    | 2012년 2월 5일 | 탄생! 미소 만점, 큐어 해피!! (誕生！笑顔まんてんキュアハッピー！！)                                | 요네무라 쇼지 | 오오즈카 다카시                               | 야마오카 나오코                          | 마스다리 류타로             | VOL.1   |
| 2    | 2월 12일       | 불타라! 열혈 큐어 써니래이!! (燃えろ！熱血キュアサニーやで！！)                                    | 요네무라 쇼지 | 쿠로다 요시미                                 | 폴 아뇨누에보 프랑시스 카네다            | 사이토 유                   | VOL.1   |
| 3    | 2월 19일       | 가위바위보♪로 큐어 피스!! (じゃんけんポン♪でキュアピース！！)                                      | 코바야시 유지 | 시바타 히로키                                 | 우츠노 유키                              | 니시다 나기사 와타나베 요우 | VOL.1   |
| 4    | 2월 26일       | 직구 승부! 바람의 큐어 마치!! (直球勝負！風のキュアマーチ！！)                                     | 야마다 유카   | 가도 유리코                                   | 코지마 아키라                            | 다나카 미키                 | VOL.2   |
| 5    | 3월 4일        | 아름다운 마음! 큐어 뷰티!! (美しき心！キュアビューティ！！)                                        | 사사키 나후미 | 이케바타 히로시 오오즈카 다카시 이와이 타카오 | 히토이 마나부 우메즈 아카네 히라노 에미  | 토스기 나츠코               | VOL.2   |
| 6    | 3월 11일       | 팀 결성! 스마일 프리큐어!! (チーム結成！スマイルプリキュア！！)                                    | 요네무라 쇼지 | 츠치다 유타카                                 | 카와노 히로유키                          | 사토 지에                   | VOL.2   |
| 7    | 3월 18일       | 어디야? 우리들의 비밀 기지!? (どこなの？わたし達の秘密基地！？)                                    | 야마다 유카   | 이케다 요코                                   | 이나가미 아키라                          | 다나카 미키                 | VOL.3   |
| 8    | 3월 25일       | 미유키와 캔디가 바뀌고 말았어?! (みゆきとキャンディがイレカワ～ル！？)                             | 코바야시 유지 | 다나카 유타                                   | 오오타니 후사요                          | 사이토 유                   | VOL.3   |
| 9    | 4월 1일        | 말도 안 돼~! 야요이가 전학!? (うそ～！やよいちゃんが転校！？)                                      | 요네무라 쇼지 | 시바타 히로키                                 | 우에노 켄                                | 니시다 나기사               | VOL.3   |
| 10   | 4월 8일        | 열혈! 아카네의 오코노미야키 인생! (熱血！あかねのお好み焼き人生！！)                               | 사사키 나후미 | 지오카 기미토시 이와이 타카오                 | 야마오카 나오코                          | 다나카 미키                 | VOL.4   |
| 11   | 4월 15일       | 프리큐어가 작아지게 된~다!? (プリキュアがチイサクナ～ル！？)                                       | 나리타 요시미 | 쿠로다 나루미 미츠카 마사토                   | 나바타메 야스히로                        | 토스기 나츠코               | VOL.4   |
| 12   | 4월 22일       | 깨어나는 힘! 레인보우 힐링! (目覚める力！レインボーヒーリング！！)                                 | 코바야시 유지 | 야마구치 유지 가도 유리코                     | 프랑시스 카네다 아리에스 나리오          | 가가리 미키                 | VOL.4   |
| 13   | 4월 29일       | 수학 여행! 미유키, 쿄토에서 최악의 해피!? (修学旅行！みゆき、京都でどん底ハッピー！？)             | 나리타 요시미 | 츠치다 유타카                                 | 코지마 아키라                            | 다나카 미도리               | VOL.5   |
| 14   | 5월 6일        | 수학 여행! 오사카에서 미아가 되었어!? (修学旅行！大阪で迷子になっちゃった！？)                     | 야마다 유카   | 코우 유우 이와이 타카오                       | 히토이 마나부、우메즈 아카네             | 사이토 유                   | VOL.5   |
| 15   | 5월 13일       | 우당탕탕! 미유키의 어머니의 날 대작전!! (ドタバタ！みゆきの母の日大作戦！！)                       | 사사키 나후미 | 다나카 유타                                   | 카와노 히로유키                          | 와타나베 요우               | VOL.5   |
| 16   | 5월20일        | 레이카의 고민! 왜 공부하는 거야!? (れいかの悩み！どうして勉強するの！？)                           | 나리타 요시미 | 시바타 히로키                                 | 아오야마 미츠루                          | 다나카 미키                 | VOL.6   |
| 17   | 5월 27일       | 열혈! 아카네의 오와라이 인생!! (熱血！あかねのお笑い人生！！)                                      | 코바야시 유지 | 코우 유우 이와이 타카오                       | 이나가미 아키라                          | 사루야 카츠미               | VOL.6   |
| 18   | 6월 3일        | 나오의 마음! 바톤이 이어주는 모두의 유대감!! (なおの想い！バトンがつなぐみんなの絆！！)            | 야마다 유카   | 이케다 요코 미츠카 마사토                     | 프랑시스 카네다 아리에스 나리오          | 가가리 미키                 | VOL.6   |
| 19   | 6월 10일       | 아빠 고마워요! 야요이의 보물 (パパありがとう！やよいのたからもの)                                  | 요네무라 쇼지 | 사카이 무네히사                               | 우에노 켄                                | 니시다 나기사               | VOL.7   |
| 20   | 6월 24일       | 투명인간? 미유키와 아카네가 안 보이게 된~다!? (透明人間？みゆきとあかねがミエナクナ～ル！？)       | 코바야시 유지 | 츠치다 유타카                                 | 나바타메 야스히로                        | 사이토 유                   | VOL.7   |
| 21   | 7월 1일        | 별에게 소원을 빌어! 모두 쭉 함께!! (星にねがいを！みんなず～っと一緒！！)                          | 야마다 유카   | 가도 유리코                                   | 오오타니 후사요                          | 다나카 미도리               | VOL.7   |
| 22   | 7월 8일        | 가장 중요한 것은 뭐지? (大切なものって、なぁに？)                                                  | 요네무라 쇼지 | 다나카 유타                                   | 히토이 마나부、우메즈 아카네 히라노 에미 | 다나카 미키                 | VOL.8   |
| 23   | 7월 15일       | 피에로 부활! 프리큐어 절체절명!! (ピエーロ復活！プリキュア絶体絶命！！)                            | 요네무라 쇼지 | 오오즈카 다카시                               | 야마오카 나오코                          | 사루야 카츠미               | VOL.8   |
| 24   | 7월22일        | 프리큐어가 요정이 되어 버렸어 미유~!? (プリキュアが妖精になっちゃった、みゆ～！？)                 | 나리타 요시미 | 시바타 히로키                                 | 카와노 히로유키                          | 가가리 미키                 | VOL.8   |
| 25   | 8월 5일        | 여름이다! 바다다! 아카네와 나오의 고집 대결!! (夏だ！海だ！あかねとなおの意地っ張り対決！！)       | 야마다 유카   | 미츠카 마사토                                 | 아오야마 미츠루                          | 신조 유키                   | VOL.9   |
| 26   | 8월 12일       | 여름 축제! 밤하늘에 피는 커다란 꽃! (夏祭り！夜空に咲く大きな花！)                                 | 코바야시 유지 | 코우 유우 이와이 타카오                       | 코지마 아키라                            | 사이토 유                   | VOL.9   |
| 27   | 8월19일        | 여름의 신비!? 할머니의 보물 (夏のふしぎ！？おばあちゃんのたからもの)                               | 나리타 요시미 | 사카이 무네히사                               | 이나가미 아키라                          | 와타나베 요우               | VOL.9   |
| 28   | 8월 26일       | 거짓말? 진짜? 귀신 따위 무섭지 않아! (ウソ？ホント？おばけなんかこわくない！)                      | 요네무라 쇼지 | 사사키 노리요 히로시마 히데키                 | 프랑시스 카네다 아리에스 나리오          | 다나카 미키                 | VOL.10  |
| 29   | 9월 2일        | 프리큐어가 게임 속으로 들어간~다!? (プリキュアがゲームニスイコマ～ル！？)                          | 나리타 요시미 | 츠치다 유타카                                 | 우에노 켄                                | 사루야 카츠미               | VOL.10  |
| 30   | 9월 9일        | 책의 문으로 세계일주 대여행!! (本の扉で世界一周大旅行！！)                                         | 야마다 유카   | 시바타 히로키                                 | 아오야마 미츠루                          | 가가리 미키                 | VOL.10  |
| 31   | 9월 16일       | 로열 클락과 캔디의 비밀!! (ロイヤルクロックとキャンディの秘密！！)                                 | 요네무라 쇼지 | 사사키 노리요 미츠카 마사토                   | 카와노 히로유키                          | 다나카 미키                 | VOL.11  |
| 32   | 9월23일        | 마음을 하나로! 프리큐어의 새로운 힘!! (心をひとつに！プリキュアの新たなる力！！)                   | 요네무라 쇼지 | 시다 나오토시 이와이 타카오                   | 나바타메 야스히로                        | 사이토 유                   | VOL.11  |
| 33   | 9월 30일       | 영화마을에서 시대극이오!?의 권! (映画村で時代劇でござる！？の巻！)                                 | 코바야시 유지 | 야마구치 유지 시바타 히로키                   | 오오타니 후사요                          | 다나카 미도리               | VOL.11  |
| 34   | 10월 7일       | 일치단결! 문화제에서 미라클 패션쇼!! (一致団結！文化祭でミラクルファッションショー！！)            | 사사키 나후미 | 가도 유리코                                   | 야마오카 나오코                          | 다나카 미키                 | VOL.12  |
| 35   | 10월 14일      | 야요이 지구를 지켜라! 프리큐어가 로봇이 된~다!? (やよい、地球を守れ！プリキュアがロボニナ～ル！？) | 나리타 요시미 | 오오즈카 켄 오오즈카 다카시                   | 코지마 아키라                            | 사루야 카츠미               | VOL.12  |
| 36   | 10월 21일      | 열혈!? 아카네의 첫 사랑 인생!! (熱血!? あかねの初恋人生！！)                                       | 나리타 요시미 | 다나카 유타                                   | 이나가미 아키라                          | 가가리 미키                 | VOL.12  |
| 37   | 10월 28일      | 레이카의 고민! 깨끗한 마음과 깨끗한 한 표!! (れいかの悩み！清き心と清き一票！！)                   | 코바야시 유지 | 츠치다 유타카                                 | 프랑시스 카네다 아리에스 나리오          | 다지리 겐이치               | VOL.13  |
| 38   | 11월 11일      | 허슬 나오! 프리큐어가 아이가 된~다!? (ハッスルなお！プリキュアがコドモニナ～ル！？)                | 야마다 유카   | 시바타 히로키                                 | 카와노 히로유키                          | 사이토 유                   | VOL.13  |
| 39   | 11월18일       | 어떻게 되는 거야!? 미유키의 엉망진창 신데렐라 (どうなっちゃうの！？みゆきのはちゃめちゃシンデレラ) | 나리타 요시미 | 미츠카 마사토                                 | 우에노 켄                                | 와타나베 요우               | VOL.13  |
| 40   | 11월 25일      | 열혈! 아카네의 보물찾기 인생!! (熱血！あかねの宝さがし人生！！)                                    | 사사키 나후미 | 사사키 노리요 이와이 타카오                   | 나바타메 야스히로                        | 다나카 미키                 | VOL.14  |
| 41   | 12월 2일       | 내가 만화가!? 야요이가 그리는 장래의 꿈!! (私がマンガ家！？やよいが描く将来の夢！！)               | 코바야시 유지 | 사카이 무네히사                               | 야마오카 나오코                          | 사루야 카츠미               | VOL.14  |
| 42   | 12월 9일       | 지켜라! 나오와 가족의 소중한 정!! (守り抜け！なおと家族のたいせつな絆！！)                         | 야마다 유카   | 가도 유리코 미츠카 마사토                     | 오오타니 후사요                          | 가가리 미키                 | VOL.14  |
| 43   | 12월 16일      | 레이카의 길! 저 유학 갑니다!! (れいかの道！私、留学します！！)                                     | 나리타 요시미 | 다나카 유타                                   | 코지마 아키라                            | 다나카 미도리               | VOL.15  |
| 44   | 12월 23일      | 미소의 비밀! 미유키와 진정한 울트라 해피!! (笑顔のひみつ！みゆきと本当のウルトラハッピー!!)        | 요네무라 쇼지 | 츠치다 유타카 이와이 타카오                   | 카와노 히로유키                          | 사이토 유                   | VOL.15  |
| 45   | 2013년 1월 6일 | 마지막의 시작! 프리큐어 vs 3 간부!! (終わりの始まり！プリキュア対三幹部！！)                       | 요네무라 쇼지 | 시바타 히로키                                 | 프랑시스 카네다 아리에스 나리오          | 와타나베 요우               | VOL.15  |
| 46   | 1월 13일       | 최악의 결말?! 배드엔드 프리큐어!! (最悪の結末！？バッドエンドプリキュア！！)                       | 나리타 요시미 | 미츠카 마사토                                 | 나바타메 야스히로                        | 다나카 미키                 | VOL.16  |
| 47   | 1월 20일       | 최강 피에로 강림! 포기하지 않는 힘과 희망의 빛!! (最強ピエーロ降臨！あきらめない力と希望の光！！)  | 나리타 요시미 | 시다 나오토시 쿠로다 나루미                   | 우에노 켄                                | 사루야 카츠미               | VOL.16  |
| 48   | 1월 27일       | 빛나는 미래로! 닿아라! 최고의 스마일! (光輝く未来へ！届け! 最高のスマイル!)                        | 요네무라 쇼지 | 오오즈카 다카시                               | 야마오카 나오코                          | 사이토 유                   | VOL.16  |

## 한국 방영
- 기획 : 심상백
- 수입/배급 : 송경아, 이재경, 허조영, 강명훈
- 편성 : 황태훈, 정헌식, 신지연, 하근희
- 운행 : 나보람, 윤정아, 신지혜
- OAP : 배정민, 김효정, 김선철
- CG : 이정은
- 번역 : 김보람
- 녹음/믹싱 : 이성수
- 종합편집 : 임수민
- 조연출 : 오경석
- 연출 : 황태훈
- 오프닝 (Let's Go! 스마일 프리큐어!) 노래 : 채민지
- 첫번째 엔딩 (Yeah! Yeah! Yeah!) 노래 : 윤아영(홍주화/큐어 써니 역)
- 두번째 엔딩 노래 (활짝☆스마일) : 문유정(캔디 역)
- 우리말 제작 - 대원방송

※방송일은 애니박스 및 애니원 기준.
| 화수 | 방송일          | 에피소드 제목                                     |
| ---- | --------------- | ------------------------------------------------- |
| 1    | 2014년 7월 21일 | 탄생! 언제나 스마일, 큐어 해피!                   |
| 2    | 2014년 7월 21일 | 타올라라! 열혈소녀, 큐어 써니!                    |
| 3    | 7월 22일        | 가위 바위 보! 큐어 피스!!                         |
| 4    | 7월 22일        | 직구 승부! 바람의 큐어 마치!!                     |
| 5    | 7월 28일        | 아름다운 마음! 큐어 뷰티!!                        |
| 6    | 7월 29일        | 팀 결성! 스마일 프리큐어!!                        |
| 7    | 7월 29일        | 여긴 어디? 우리들의 비밀 기지!!                   |
| 8    | 8월 4일         | 다솜이와 캔디가 바뀌었다고?!                      |
| 9    | 8월 5일         | 진짜? 보미가 전학을 간다고?!                      |
| 10   | 8월 5일         | 열혈! 주화의 철판구이 인생!!                      |
| 11   | 8월 11일        | 프리큐어가 작아졌다고!?                           |
| 12   | 8월 12일        | 깨어난 힘! 레인보우 힐링!!                        |
| 13   | 8월 12일        | 수학 여행! 김다솜, 첫날부터 최악의 해피!?         |
| 14   | 8월 18일        | 수학 여행! 김다솜, 국제미아가 되다!?              |
| 15   | 8월 19일        | 허둥지둥! 김다솜, 어버이날 대작전!!               |
| 16   | 8월 19일        | 설희의 고민! 공부 잘해서 뭐 해?                   |
| 17   | 8월 25일        | 열혈! 주화의 개그인생!!                           |
| 18   | 8월 26일        | 희란의 진심! 바통으로 하나 되는 모두의 마음!      |
| 19   | 8월 26일        | 아빠 고마워요! 보미의 보물                        |
| 20   | 9월 1일         | 투명인간? 다솜이랑 주화가 안 보이게 돼!?          |
| 21   | 9월 2일         | 소원을 빌어 봐! 앞으로도 함께 할 수 있기를!!      |
| 22   | 9월 2일         | 너한텐, 가장 소중한 게 뭐야?                      |
| 23   | 9월 15일        | 피에로 부활! 절체절명의 프리큐어!!                |
| 24   | 9월 16일        | 프리큐어가, 요정이 됐다고~ 묭!?                   |
| 25   | 9월 16일        | 여름이다! 바다다! 주화랑 희란이의 막무가내 대결!! |
| 26   | 9월 22일        | 여름 축제! 밤 하늘에 핀 밝고 커다란 꽃!           |
| 27   | 9월 23일        | 한여름의 불가사의!? 할머니의 보물                 |
| 28   | 9월 23일        | 진실? 혹은 거짓? 귀신 같은 건 무섭지 않아!        |
| 29   | 9월 29일        | 프리큐어가 게임 속으로 들어가게 돼!?              |
| 30   | 9월 30일        | 책의 문으로, 신나는 세계 일주!                    |
| 31   | 9월 30일        | 로열 클락과 캔디의 비밀!                          |
| 32   | 10월 6일        | 마음을 하나로! 프리큐어의 새로운 힘!!             |
| 33   | 10월 6일        | 영화 촬영장에서 연기에 도전하다?                  |
| 34   | 10월 7일        | 일치단결! 축제에서 미라클 패션쇼!                 |
| 35   | 10월 7일        | 황보미, 지구를 지켜라! 프리큐어가 로봇이 돼!?     |
| 36   | 10월 13일       | 열혈!? 주화의 첫사랑 등장!?                       |
| 37   | 10월 14일       | 설희의 고민! 깨끗한 마음과 깨끗한 한 표!!         |
| 38   | 10월 14일       | 희란이의 맹활약! 프리큐어가 어린애가 돼!?         |
| 39   | 10월 21일       | 과연 결말은!? 다솜이의 엉망진창 신데렐라!!        |
| 40   | 10월 21일       | 열혈! 주화의 보물 찾기 대작전!!                   |
| 41   | 10월 27일       | 내가 만화가!? 보미가 그리는 미래의 꿈!!           |
| 42   | 10월 27일       | 지켜라! 희란이와 가족들의 끈끈한 정               |
| 43   | 10월 28일       | 설희의 길! 나, 유학 갈 거야!                      |
| 44   | 10월 28일       | 미소의 비밀! 다솜이와 진정한 울트라 해피!!        |
| 45   | 11월 3일        | 최후의 결전 시작! 프리큐어 VS 삼간부              |
| 46   | 11월 3일        | 최악의 결말! 배드 엔드 프리큐어!!                 |
| 47   | 11월 4일        | 최강 피에로 강림? 포기하지 않는 힘과 희망의 빛!!  |
| 48   | 11월 4일        | 밝게 빛나는 미래로! 닿아라! 최고의 스마일!!       |

## 극장판
극장판 스마일 프리큐어! 그림책 속은 모두 뒤죽박죽!
2012년 10월 27일 공개.

### 크로스 오버 극장판
극장판 프리큐어 올스타즈 뉴 스테이지 미래의 친구
2012년 3월 17일 공개.
극장판 프리큐어 올스타즈 뉴 스테이지 2 마음의 친구
2013년 3월 16일 공개.
극장판 프리큐어 올스타즈 뉴 스테이지 3 영원의 친구
2014년 3월 15일 공개.
극장판 프리큐어 올스타즈 봄의 카니발♪
2015년 3월 14일 공개.
극장판 프리큐어 올스타즈 모두 함께 노래하다♪ 기적의 마법!
2016년 3월 19일 공개.
극장판 허긋토! 프리큐어♡두 사람은 프리큐어 올스타즈 메모리즈
2018년 10월 27일 공개. 프리큐어 15주년 기념작으로, 전작인 두 사람은 프리큐어 외 프리큐어 전 작품을 콜라보한 크로스 오버 작품이다.
극장판 프리큐어 미라클 유니버스
2019년 3월 16일 공개.
극장판 프리큐어 올스타즈 F
2023년 9월 15일 공개. 프리큐어 20주년 기념작이다.